# The Beatles' Million Sellers
The Beatles' Million Sellers is een ep van de Britse band The Beatles. Het werd op 6 december 1965 uitgebracht door Parlophone. De ep verscheen enkel in het Verenigd Koninkrijk en Nieuw-Zeeland op de markt.
De ep bevat vier op single uitgebrachte nummers van The Beatles die ieder meer dan een miljoen keer waren verkocht en die allemaal de nummer 1-positie in de hitlijsten hadden gehaald. "She Loves You" was de meest succesvolle single van het kwartet, met 1,89 miljoen verkochte kopieën. Van deze vier nummers was "Can't Buy Me Love" de enige die al op een studioalbum van de groep was verschenen.
De ep kan worden gezien als een manier waarop nieuwe fans werden geïntroduceerd aan de grootste hits van de groep. Ook diende het als een soort album met grootste hits, die op dat moment nog niet bestond in het Verenigd Koninkrijk; het eerste compilatiealbum A Collection of Beatles Oldies zou pas in december 1966 worden uitgebracht.
De ep behaalde de eerste plaats van de Britse hitlijst voor ep's, waar het vier weken bleef staan.

## Tracks
Alle muziek en teksten zijn geschreven door Lennon-McCartney. 
| Nr. | Titel                    | Duur |
| --- | ------------------------ | ---- |
| 1.  | She Loves You            | 2:19 |
| 2.  | I Want to Hold Your Hand | 2:24 |

| Nr. | Titel             | Duur |
| --- | ----------------- | ---- |
| 1.  | Can't Buy Me Love | 2:15 |
| 2.  | I Feel Fine       | 2:20 |